# Андерсон-Лопес, Кристен
Кристен Андерсон-Лопес (англ. Kristen Anderson-Lopez); род. 21 марта 1972 — американский композитор, актриса озвучивания, сценаристка, автор песен, музыкальный продюсер, известная благодаря совместному написанию музыки и песен для мультфильмов «Холодное сердце» (2013), «Тайна Коко» (2017) и «Холодное сердце 2» (2019) со своим мужем Робертом Лопесом. Лауреат премий «Оскар» (2014, 2018), «Грэмми» (2015 — дважды) и «Эмми» (2021).

## Биография
См. также «Personal life» в английском разделе.
Кристен Андерсон-Лопес родилась 21 марта 1972 года в Croton-on-Hudson, New York, пригороде Нью-Йорка, с 1990 — в Waxhaw (North Carolina).
Её родители, мать Erin и отец John, продолжают жить в Waxhaw.

## Фильмы, телевидение и театр

### Фильмы
- 2011 — «Медвежонок Винни и его друзья»
- 2013 — «Холодное сердце»
- 2017 — «Тайна Коко»
- 2019 — «Холодное сердце 2»

### Телевидение
- 1997-2006 — «Медведь в большом синем доме»
- 2006-2016 — «Чудо-зверята»
- 2021 — «Ванда/Вижн»
- 2024 — «Это всё Агата»

### Театр
- 2007 — «В поисках Немо (мюзикл)»
- 2010 — «В пути (мюзикл)»
- 2015 — «Up Here (мюзикл)»
- 2017 — «Холодное сердце (мюзикл)»

## Награды и номинации

### Оскар
| Год  | Категория             | Номинируемая работа                    | Результат |
| ---- | --------------------- | -------------------------------------- | --------- |
| 2014 | Лучшая песня к фильму | «Let It Go» (Холодное сердце)          | Победа    |
| 2018 | Лучшая песня к фильму | «Remember Me» (Тайна Коко)             | Победа    |
| 2020 | Лучшая песня к фильму | «Into the Unknown» (Холодное сердце 2) | Номинация |

### Энни
| Год  | Категория                                   | Номинируемая работа           | Результат |
| ---- | ------------------------------------------- | ----------------------------- | --------- |
| 2012 | Музыка в анимационном полнометражном фильме | Медвежонок Винни и его друзья | Номинация |
| 2014 | Музыка в анимационном полнометражном фильме | Холодное сердце               | Победа    |
| 2018 | Музыка в анимационном полнометражном фильме | Тайна Коко                    | Победа    |
| 2020 | Музыка в анимационном полнометражном фильме | Холодное сердце 2             | Номинация |

### Выбор критиков
| Год  | Категория    | Номинируемая работа                    | Результат |
| ---- | ------------ | -------------------------------------- | --------- |
| 2014 | Лучшая песня | «Let It Go» (Холодное сердце)          | Победа    |
| 2018 | Лучшая песня | «Remember Me» (Тайна Коко)             | Победа    |
| 2020 | Лучшая песня | «Into the Unknown» (Холодное сердце 2) | Номинация |

### Золотой глобус
| Год  | Категория    | Номинируемая работа                    | Результат |
| ---- | ------------ | -------------------------------------- | --------- |
| 2014 | Лучшая песня | «Let It Go» (Холодное сердце)          | Номинация |
| 2018 | Лучшая песня | «Remember Me» (Тайна Коко)             | Номинация |
| 2020 | Лучшая песня | «Into the Unknown» (Холодное сердце 2) | Номинация |

### Грэмми
| Год  | Категория                             | Номинируемая работа                    | Результат |
| ---- | ------------------------------------- | -------------------------------------- | --------- |
| 2015 | Лучший саундтрек для визуальных медиа | Холодное сердце                        | Победа    |
| 2015 | Лучшая песня для визуальных медиа     | «Let It Go» (Холодное сердце)          | Победа    |
| 2019 | Лучшая песня для визуальных медиа     | «Remember Me» (Тайна Коко)             | Номинация |
| 2021 | Лучшая песня для визуальных медиа     | «Into the Unknown» (Холодное сердце 2) | Номинация |

### Эмми
| Год  | Категория                                                  | Номинируемая работа                        | Результат |
| ---- | ---------------------------------------------------------- | ------------------------------------------ | --------- |
| 2015 | Лучшая оригинальная музыка и слова                         | «Moving Pictures» (87-я церемония «Оскар») | Номинация |
| 2015 | Лучшая оригинальная музыка и слова                         | «Kiss an Old Man» (Комедианты)             | Номинация |
| 2021 | Лучшая оригинальная музыка и слова                         | «Agatha All Along» (Ванда/Вижн)            | Победа    |
| 2021 | Лучшая оригинальная главная вступительная музыкальная тема | Ванда/Вижн                                 | Номинация |

### Тони
| Год  | Категория     | Номинируемая работа      | Результат |
| ---- | ------------- | ------------------------ | --------- |
| 2018 | Лучшая музыка | Холодное сердце (мюзикл) | Номинация |